# Heartbeat City
| Recensione                    | Giudizio       |
| ----------------------------- | -------------- |
| AllMusic                      |                |
| Encyclopedia of Popular Music |                |
| Rolling Stone                 |                |
| The Rolling Stone Album Guide |                |
| Christgau's Consumer Guide    | B+             |
| Ondarock                      | Pietra Miliare |

Heartbeat City è il quinto album in studio del gruppo musicale statunitense The Cars, pubblicato il 13 marzo 1984 dalla Elektra Records.
Dall'album vengono estratti sei singoli, di cui due entrati nella top 10 di Billboard: You Might Think e Drive. Come singoli vengono estratti anche Magic, Hello Again, Why Can't I Have You e in alcuni paesi la title track. Due videoclip tratti da quest'album, Hello Again e Heartbeat City, vennero co-diretti da Andy Warhol.

## Tracce
Testi e musiche di Ric Ocasek, eccetto dove indicato.
1. Hello Again – 3:48
2. Looking for Love – 3:52
3. Magic – 3:57
4. Drive – 3:55
5. Stranger Eyes – 4:24
6. You Might Think – 3:04
7. It's Not the Night – 3:49 (Ric Ocasek, Greg Hawkes)
8. Why Can't I Have You – 4:04
9. I Refuse – 3:16
10. Heartbeat City – 4:31

## Formazione
- Ric Ocasek – voce e chitarra
- Benjamin Orr – voce e basso
- Elliot Easton – chitarra solista
- Greg Hawkes – tastiere, sintetizzatori, percussioni, sax
- David Robinson – batteria e percussioni

## Classifiche

### Classifiche settimanali
| Classifica (1984/85) | Posizione massima |
| -------------------- | ----------------- |
| Australia            | 15                |
| Canada               | 5                 |
| Francia              | 29                |
| Germania             | 15                |
| Nuova Zelanda        | 1                 |
| Paesi Bassi          | 41                |
| Regno Unito          | 25                |
| Stati Uniti          | 3                 |
| Svezia               | 26                |
| Svizzera             | 20                |

### Classifiche di fine anno
| Classifica (1984) | Posizione |
| ----------------- | --------- |
| Australia         | 29        |
| Canada            | 12        |
| Nuova Zelanda     | 5         |
| Stati Uniti       | 12        |
| Classifica (1985) | Posizione |
| Nuova Zelanda     | 16        |
| Stati Uniti       | 49        |